# ماردي فيش
ماردي فيش (بالإنجليزية: Mardy Fish)‏؛ (9 ديسمبر 1981 -)، لاعب تنس أمريكي. ولد في كالفورنيا، شارك في عدة بطولات غراند سلام.

## روابط خارجية
- ماردي فيش على موقع رابطة محترفي التنس (الإنجليزية)
- ماردي فيش على موقع الاتحاد الدولي لكرة المضرب (الإنجليزية)
- ماردي فيش على موقع كأس ديفيز (الإنجليزية)
- ماردي فيش على موقع خلاصة التنس.كوم (الإنجليزية)
- ماردي فيش على موقع إي إس بي إن.كوم (الإنجليزية)
- ماردي فيش على موقع أوليمبيديا (الإنجليزية)